# 上海市彭浦中學
上海市彭浦中学簡稱彭浦中學，是中華人民共和國上海市靜安區一所高級中學，也是區重點中學，曾經是一所完全中学，成立於1963年。1980年8月，彭浦中學被評定為区重点完全中学，1993年彭浦中學被評定為區重点中学。1996年9月，初高中分离，初中部留在原址並更名为临汾中学，彭浦中學高中部迁至三泉路604号，名稱不變，依舊為彭浦中學。1997年8月，临汾中学更名为上海市彭浦初级中学。。

## 外部連結
- 官方网站